# Jardín Botánico Central de la Academia de Ciencias de Georgia

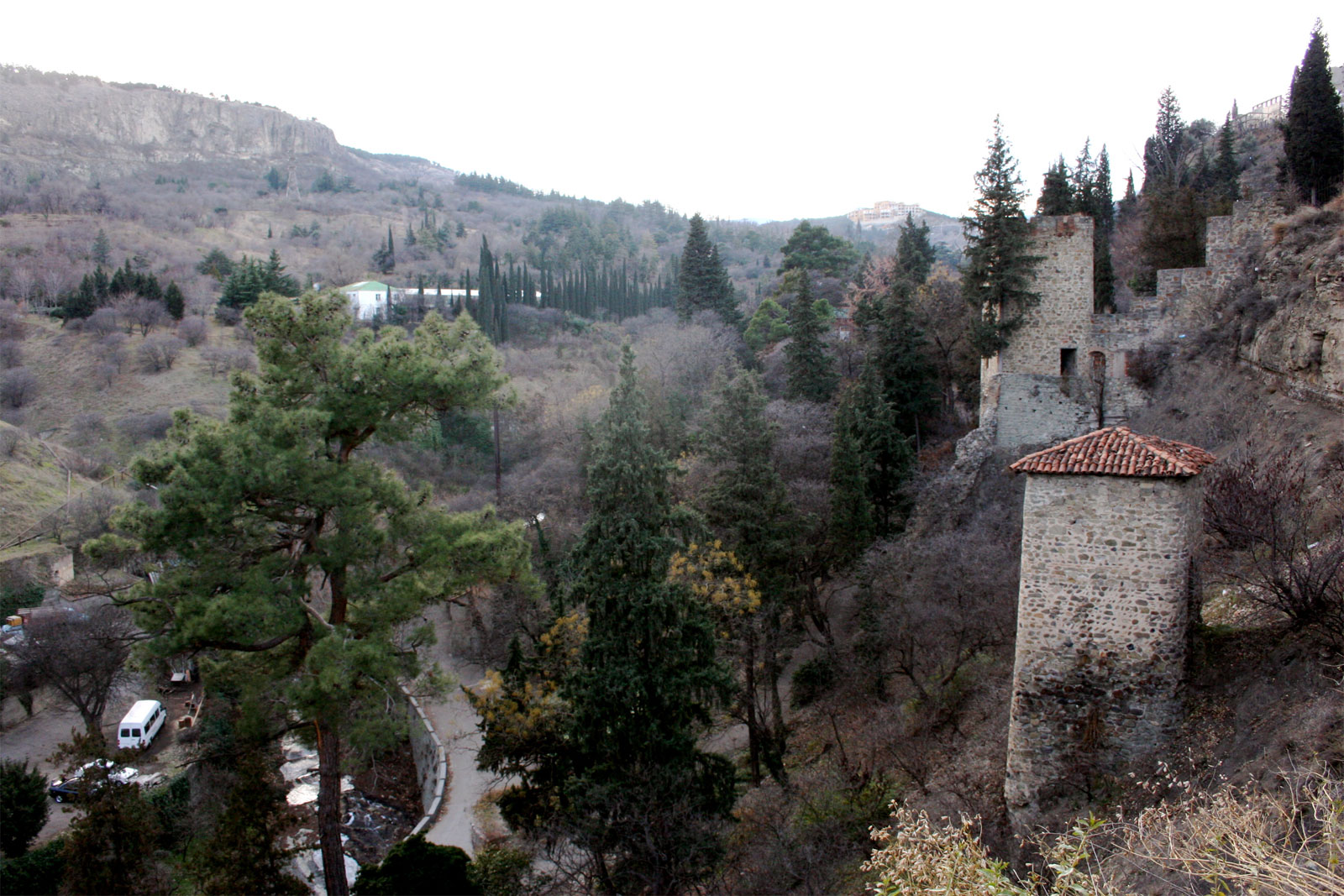
El Jardín Botánico de Tiflis y ruinas de Narikala.

El Jardín Botánico Central de la Academia de Ciencias de Georgia (georgiano ცენტრალური ბოტანიკური ბაღი) es el mayor jardín botánico en el sur del Cáucaso y uno de los mayores de la antigua Unión Soviética con una extensión de 128 ha. Está administrado por la Academia de Ciencias de Georgia. Se encuentra en la parte sur de Tiflis al pie de la fortaleza de Nariqala. Este jardín botánico es miembro del BGCI, siendo su código de identificación internacional TBI.

## Localización
Se encuentra situado en las laderas de "Sololaki" en el barranco de "Legwtachewi" (barranco de la higuera colgante) en una altitud de 420 a 680 m s. n. m., en terreno aterrazado con tapias de piedra, y atravesado por el cauce de un río que en un tramo se desprende en una cascada. 

### Dirección postal
- Central Botanical Garden Georgian Academy of Sciences

St. Botanicheska I, 380005 Tiflis (Tbilisi) , PO 5, Georgia
- Teléfono: 995 32 723 409/721185

## Historia
El jardín fue creado en 1845 en el terreno de un viejo jardín real de la fortaleza de Narikala de 400 años de antigüedad, en el cual desde 1809 ya se cultivaban plantas medicinales. Junto a ellas se encontraban numerosos árboles árboles frutales y las orquídeas más hermosas del "Imperio ruso".

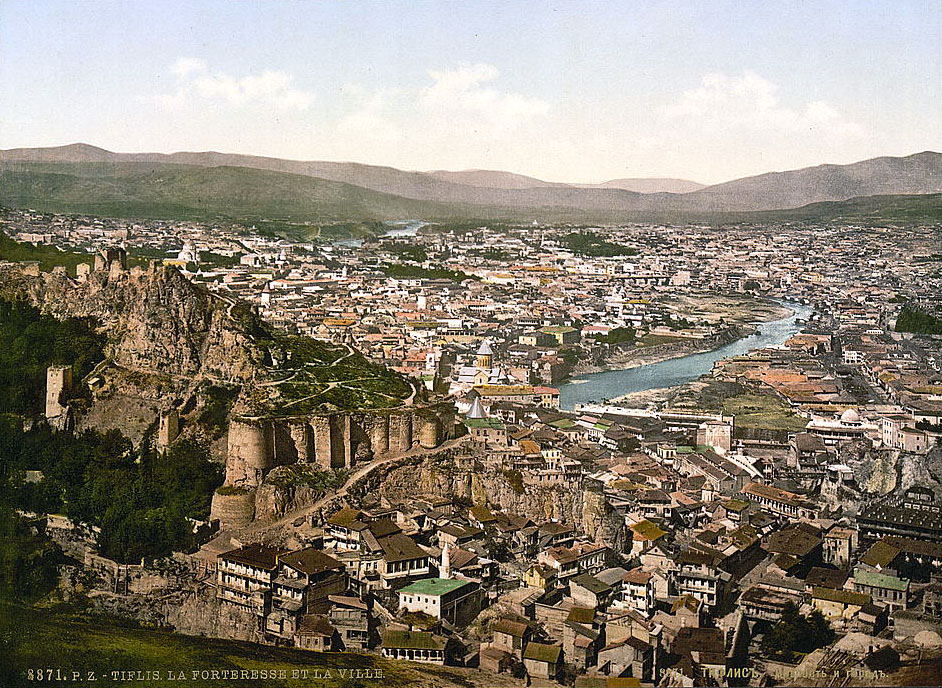
El Jardín Botánico de Tiflis en el

Bajo las directrices del botánico y arquitecto paisajista alemán Heinrich Scharrer el jardín se amplió en gran medida entre 1861 y 1889. En la década de 1870 se crearon los primeros invernaderos, uno para las plantas tropicales y el otro para las subtropicales. En 1886 se construyó el "Museo de Botánica. También se publicó el primer catálogo de semillas del jardín, en el que figuraban 457 especies de plantas leñosas y plantas herbáceas. Su sucesor Adolf Christian Roloff a finales de 1902 consolidó la investigación y los contactos internacionales del jardín botánico. 
Después de la Revolución de Octubre el jardín cerró debido a la escasez de dinero, solamente después de 1945 otra vez se fueron recuperando sistemáticamente las actividades, y se fue ampliando. Durante la década de 1980 se construyeron un gran aparcamiento de vehículos y un bloque de apartamentos propio para los trabajadores del jardín. Desde 1943 se encuentra subordinado a la "Academia de Ciencias de Georgia".

## Colecciones
El jardín botánico alberga actualmente unas 3500 especies y variedades. 
Las plantas se encuentran agrupadas como:

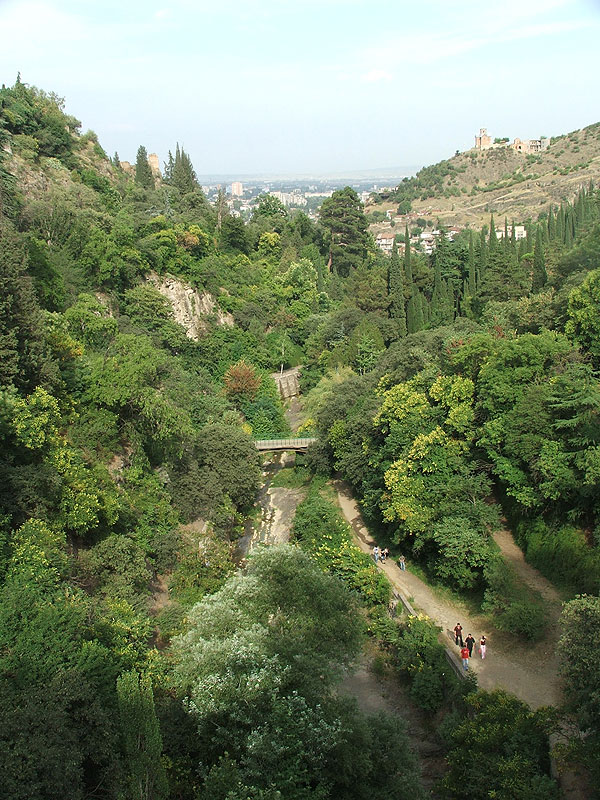
El Jardín Botánico de Tiflis.

- Arboretum, la fecha de este se fija en el 1898 con la creación de un Pinetum con abetos de todo el mundo. Contiene unos 1000 diferentes árboles y Lilium. Muchos de ellos con edades de 150 a 200 años. De las rarezas del jardín son dignas de mención un Celtis caucasia de 180 a 200 años de edad (16 m de altura, 85 cm de grosor de tronco), el Zelkova carpinifolia (32 m de altura, 82 cm de grosor) y el Pinus pityusa (31 m de altura, 91 cm de grosor). También son dignos de mención el Ginkgo biloba, el Cedrus deodara, el Cupressus sempervirens f. pyramidalis y el Juglans regia.
- Vegetación semiarida de Georgia y del Sur del Cáucaso, con unas 700 especies. Siendo 60 de ellas de las especies raras o en peligro de extinción. Entre ellas Osmunda regalis, Astragalus caucasicus, Globularia trichosantha, Populus euphratica, Tulipa biebersteiniana, Iris lasica, Iris iberica, Berberis iberica, Quercus imeretina, Pinus pityusa, Betula raddeana, Arbutus andrachne y Phillyrea decora.
- Este de Asia,
- Oriente Medio,
- Plantas de los Himalayas,
- Norteamérica,
- Flora Mediterránea
- Zona preservada de bosque autóctono

## Actividades
En el jardín se ubica un Instituto de investigación y diversos departamentos de seguimiento de los cultivos de plantas y su desarrollo, de Botánica, Floricultura así como una Biblioteca. Tienen una plantilla de 56 trabajadores de los cuales, 36 son investigadores.
El jardín botánico es miembro del World Botanical Gardens International Association (WBGIA), del Botanical Gardens Conservation International (BGCI) y del Index Seminum internacional con intercambio con otros 150 jardines botánicos. En el año 2000 comenzó el primer proyecto de recolección de semillas georgiano-alemán un proyecto conjunto con los jardines botánicos de Bonn y Múnich de viajes de recolección in situ en Georgia.

## Literatura
- M.A. Goglishvili: The central (Tbilisi) botanical garden of the Academy of sciences of the Georgian SSR: (a brief history). Gogil. Tbilisi 1986